# Сеф
Сеф (енгл. safe), претинац челичног ормара у трезору банке; у новчаним заводима челична преграда која осигурава садржај од пожара и провале; служи за чување новца и драгоцјености; издају се у закуп уз гаранцију банке да неће бити повређене; од пожара и крађе осигурано сандуче (преградак) у банкама .

## Значај сефа
Сеф је настао из потребе чувања новца и драгоцјености од крађе, пожара, поплаве и других врста уништења. То је челични претинац- кутија, израђена од најтврђих примјерених материјала и налази се у добро обезбијеђеном трезору банке. По правилу постоје двије браве и два кључа сефа. Кључ једне браве остаје у банци, а друге кориснику сефа. Једним кључем се сеф не може откључати. За његово откључавање је најмање потребно пристуство и службеника банке и корисника. У сефу је обично челична кутија-касета чији кључ има само корисник сефа. У њој су смјештени новац, драгоцјености, бизнис планови и сл. Поред даноноћног физичког обезбјеђења сефа од стране радника банке, видео надзора , аларма провале и пожара, квалитетних материјала од којих је сеф направљен, од наведених ризка сеф обезбјеђује и полиса осигурања.
Како су се повећавали ризици од наведених опасности, тако се усавршавала и заштита сефова. Они су категорисани по величини и могућности заштите на типове и класе. Постоје : класа 125, класа 150, класа 350, класа ТЛ-15, класа ТЛ-30, класа ТЛ-40, класа ТРТЛ-30 , класа ТРТЛ-60 и класа ТКСТЛ-60.

## Историјат
1835.г. енглески проналазачи, Charles Chubb, и Jeremiah Chubb, у Вулверхемптону, у Енглеској, патентирали су први сеф. Сеф је био безбједан од провале и ушао је у редовну производњу. Браћа Chubb су производили браве од 1818.г. и били независна компанија све до 2000. године када је компанија продана Assa Abloy. Дана 2. новембра 1886. г. проналазач Хенри Браун је патентирао "receptacle for storing and preserving papers." Сеф је направљен од кованог метала. Кутија је обезбијеђена бравом и кључем а била је у стању да садржај заштити од ватре.